# Resolutie 1772 Veiligheidsraad Verenigde Naties
Resolutie 1772 van de Veiligheidsraad van de Verenigde Naties werd op 20 augustus 2007 unaniem door de VN-Veiligheidsraad aangenomen en verlengde de autorisatie van de AU-vredesmacht in Somalië met een half jaar. De resolutie vroeg verder aan de VN-lidstaten om de scheepvaart voor de Somalische kust te beschermen tegen Somalische piraten.

## Achtergrond
In 1960 werden de voormalige kolonies Brits Somaliland en Italiaans Somaliland onafhankelijk en samengevoegd tot Somalië. In 1969 greep het leger de macht en werd Somalië een socialistisch-islamitisch land. In de jaren 1980 leidde het verzet tegen het totalitair geworden regime tot een burgeroorlog en in 1991 viel het centrale regime. Vanaf dan beheersten verschillende groeperingen elke een deel van het land en enkele delen scheurden zich ook af van Somalië. In 2006 werd het grootste deel van Somalië veroverd door de Unie van Islamitische Rechtbanken. Op het einde van dat jaar werden zij echter door troepen uit buurland Ethiopië verjaagd. In 2008 werd piraterij voor de kust een groot probleem.

## Inhoud

### Waarnemingen
De Afrikaanse Unie had haar AMISOM-vredesmacht in Somalië met zes maanden verlengd en vroeg ook de Verenigde Naties om er een vredesoperatie op te zetten om de stabilisatie en heropbouw op lange termijn te ondersteunen.
De Veiligheidsraad steunde de Somalische overgangsinstellingen en benadrukte dat alle milities in het land ontwapend en gedemobiliseerd moesten worden. Ze veroordeelde ook alle geweld en extremisme in Somalië en was bezorgd om de opkomende piraterij voor de Somalische kust.

### Handelingen
De Veiligheidsraad verwelkomde het nationale verzoeningscongres dat op touw werd gezet en drong bij alle partijen aan op deelname. Alle politieke, lokale en religieuze leiders, de zakenwereld en burgerorganisaties moesten betrokken worden. Tijdens het politiek proces moest een akkoord worden gevonden over het einde van de vijandelijkheden en een vredesproces met onder meer verkiezingen.
De lidstaten van de Afrikaanse Unie werden geautoriseerd om hun missie in Somalië met zes maanden te verlengen.
Die missie had als mandaat:
a. De dialoog en verzoening ondersteunen,
b. De overheidsinstellingen bijstaan en belangrijke infrastructuur beveiligen,
c. Helpen met de uitvoer van het nationaal veiligheids- en stabilisatieplan door onder meer veiligheidsdiensten op te richten en op te leiden,
d. Bijdragen aan de juiste omstandigheden voor de levering van humanitaire hulp,
e. Het eigen personeel en materieel beschermen.
De lidstaten die militaire schepen en vliegtuigen hadden in de buurt van Somalië werden gevraagd waakzaam te zijn en de commerciële scheepvaart, en vooral het vervoer van humanitaire hulp, te beschermen.

## Verwante resoluties
- Resolutie 1744 Veiligheidsraad Verenigde Naties
- Resolutie 1766 Veiligheidsraad Verenigde Naties
- Resolutie 1801 Veiligheidsraad Verenigde Naties (2008)
- Resolutie 1811 Veiligheidsraad Verenigde Naties (2008)

Lijst ·  1739 ·  1740 ·  1741 ·  1742 ·  1743 ·  1744 ·  1745 ·  1746 ·  1747 ·  1748 ·  1749 ·  1750 ·  1751 ·  1752 ·  1753 ·  1754 ·  1755 ·  1756 ·  1757 ·  1758 ·  1759 ·  1760 ·  1761 ·  1762 ·  1763 ·  1764 ·  1765 ·  1766 ·  1767 ·  1768 ·  1769 ·  1770 ·  1771 ·  1772 ·  1773 ·  1774 ·  1775 ·  1776 ·  1777 ·  1778 ·  1779 ·  1780 ·  1781 ·  1782 ·  1783 ·  1784 ·  1785 ·  1786 ·  1787 ·  1788 ·  1789 ·  1790 ·  1791 ·  1792 ·  1793 ·  1794